# Andrés Ugalde
Andrés Ugalde Hernández (Ciudad de México, México, 29 de noviembre de 1980). Es un futbolista mexicano su posición es Centrocampista.

## Trayectoria
Su primer club fue el Club de Fútbol Atlante jugando un partido solamente y un torneo para los siguientes años comprendidos entre 2000 y 2002 estuvo en la filial el Internacional de Acapulco  FC. En el Apertura 2002 regresó al Atlante y volviólvió por 2 años más con Acapulco.
En el Apertura 2004 de vuelta con Atlante permaneció por 3 años y fue transferido al Club León de primera A.
Permaneció con los esmeraldas hasta el 2008 y jugó por 6 meses con el Club Irapuato luego retornó al Acapulco militando en la segunda división.
Para comienzos de 2011 fue contratado por el Mérida FC.

### Clubes
| Club                   | País                | Año         | Partidos | Goles | Media |
| ---------------------- | ------------------- | ----------- | -------- | ----- | ----- |
| Club de Fútbol Atlante | México              | 1999        | 1        | 0     | 0     |
| Acapulco FC            | México              | 2000 - 2002 | 9        | 0     | 0     |
| Club de Fútbol Atlante | México              | 2002        | 9        | 0     | 0     |
| Acapulco FC            | México              | 2002 - 2004 | 30       | 6     | 0.2   |
| Club de Fútbol Atlante | México              | 2004 - 2007 | 50       | 4     | 0.08  |
| Club León              | México              | 2007 - 2008 | 24       | 5     | 0.21  |
| Club Irapuato          | México              | 2009        | 3        | 0     | 0     |
| Acapulco FC            | México              | 2009 - 2010 | 43       | 8     | 0.19  |
| Club de Fútbol Mérida  | México              | 2011        | 2        | 0     | 0     |
| Total en su carrera    | Total en su carrera | 1999 - 2011 | 171      | 23    | 0.13  |

## Estadísticas

### Resumen estadístico
| Competencia                | Partidos | Goles |
| -------------------------- | -------- | ----- |
| Primera División de México | 60       | 4     |
| Liga de Ascenso de México  | 68       | 11    |
| Segunda División de México | 43       | 8     |
| Total                      | 171      | 22    |